# 卡扎勒
卡扎勒（法語：Cazals，法語發音：[kazal]）是法国洛特省的一个市镇，属于古尔东区。

## 地理
卡扎勒（44°38'36"N, 1°13'35"E）面积10.57 平方千米，位于法国奧克西塔尼大區洛特省，该省份为法国西南部内陆省份，北起顺时针与科雷兹省、康塔爾省、阿韦龙省、塔恩-加龙省、洛特-加龍省和多尔多涅省接壤。
与卡扎勒接壤的市镇（或旧市镇、城区）包括：然杜、马米尼亚克、蒙克莱拉、萨尔维亚克。

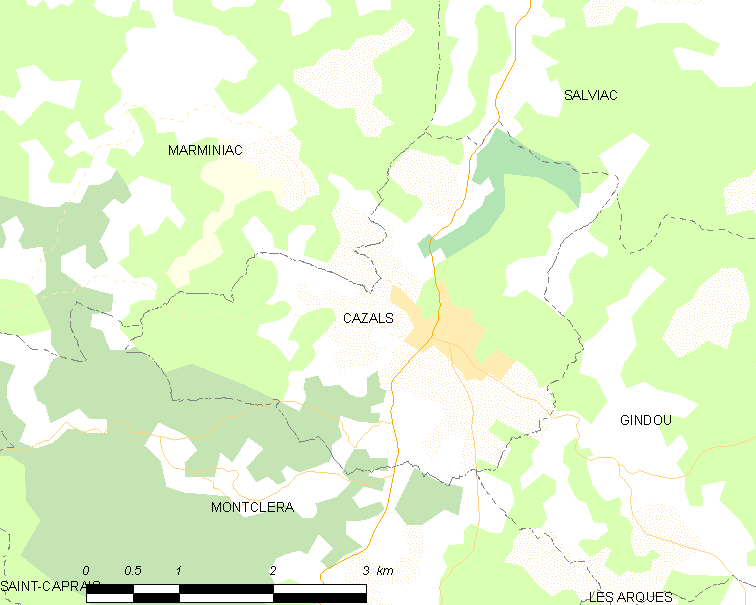
卡扎勒的OSM定位图

卡扎勒的时区为UTC+01:00、UTC+02:00（夏令时）。

## 行政
卡扎勒的邮政编码为46250，INSEE市镇编码为46066。

## 政治
卡扎勒所属的省级选区为古尔东县。

## 人口

1962-2008年间卡扎勒人口变化图示

卡扎勒于2022年1月1日时的人口数量为651人。